# Juniperus chinensis
Juniperus chinensis, el enebro de la China, es una especie arbórea perteneciente a la familia de las Cupresáceas, oriunda del noreste y centro este de Asia; en China, Mongolia, Japón, Corea y el sudeste de Rusia.

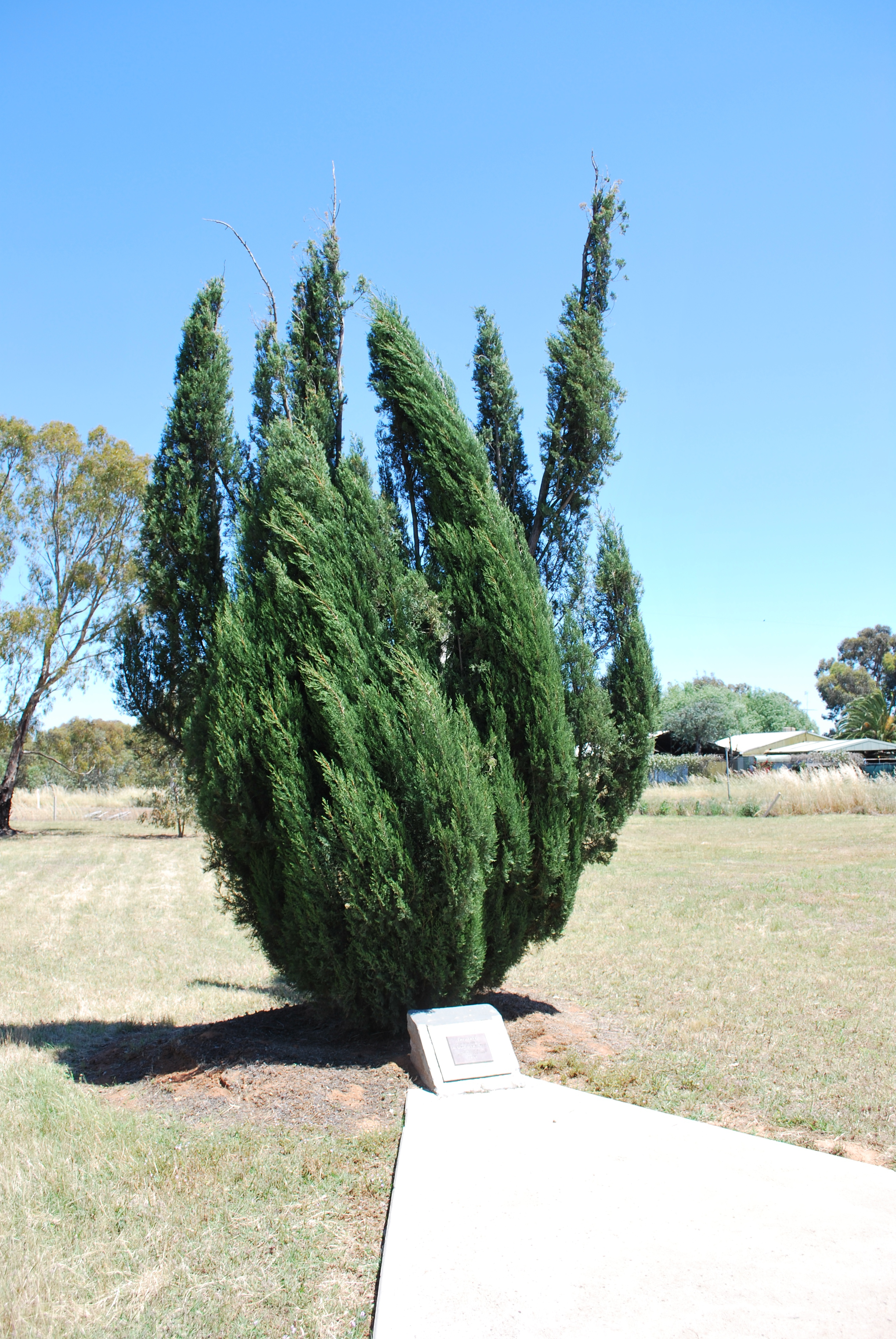
Vista de la planta

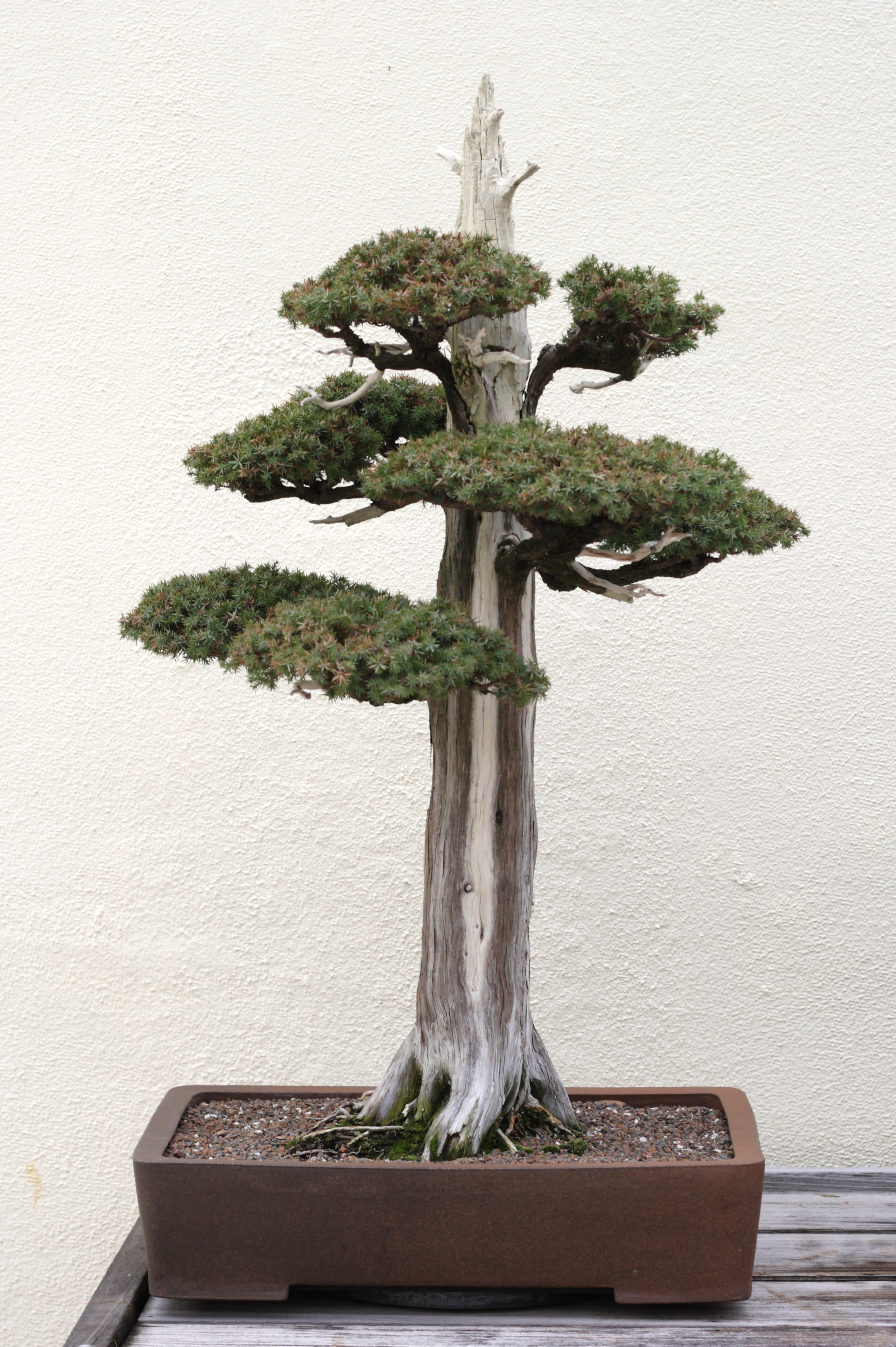
Como bonsái

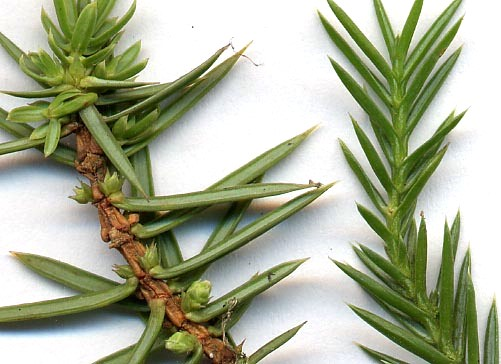
Hojas

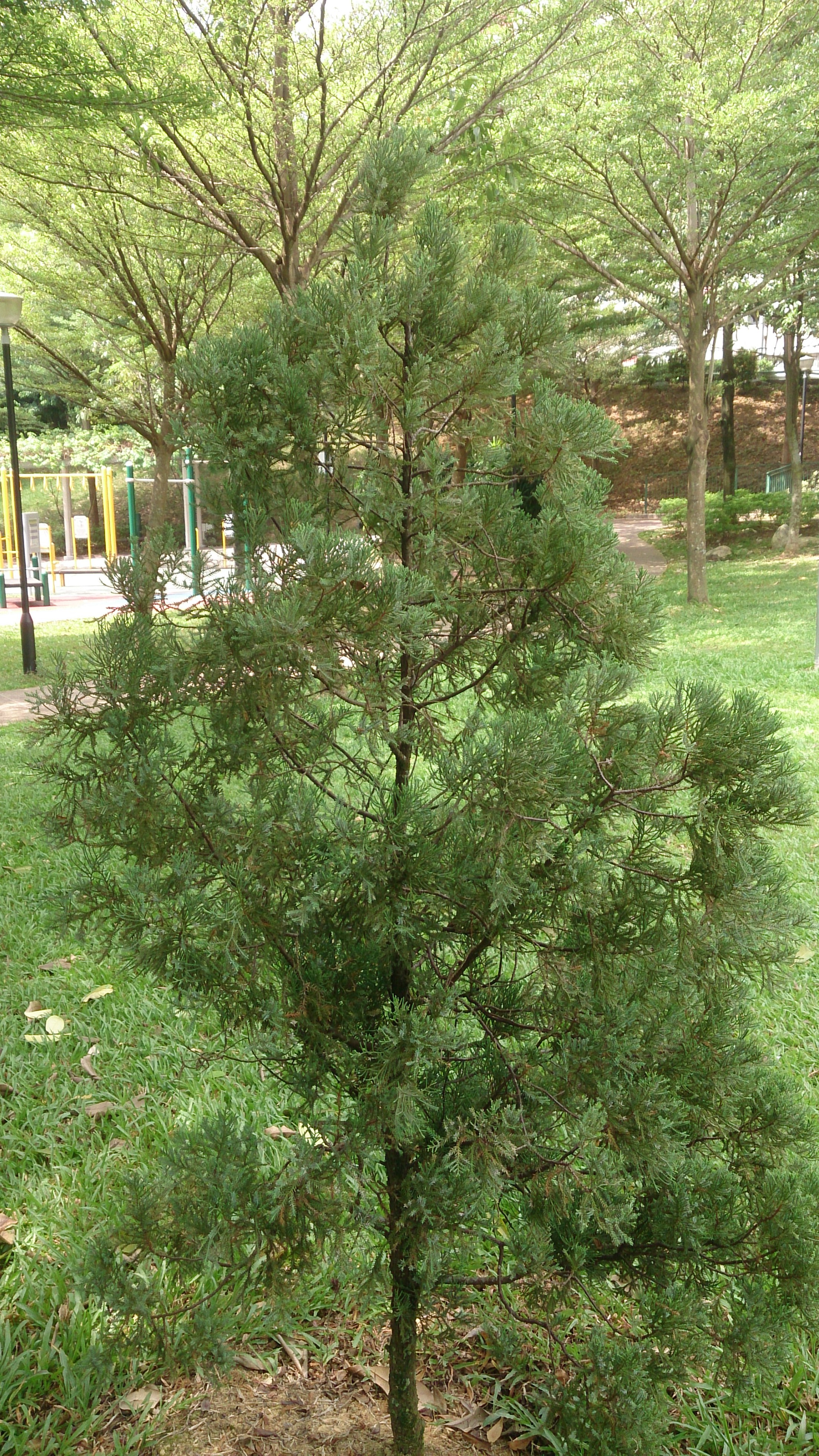
Planta joven

## Características
Árbol o arbusto de forma muy variable, puede alcanzar entre 1 a 20 m de altura. En su etapa joven es una planta muy delicada.
 Las hojas tienen dos formas, las jóvenes, con forma de aguja de 5 a 10 mm de largo y las adultas en forma de escama de 1,5 a 3 mm. Los árboles adultos normalmente conservan algo del follaje juvenil, en especial en los brotes inferiores sombreados de la copa. Es principalmente una especie dioica, con plantas masculinas y femeninas, sin embargo algunos ejemplares producen ambos sexos. 
 Los conos (estróbilos) tienen forma de baya, de 7 a 12 mm de diámetro, negro azulados y recubiertos por una capa cerúlea de color blanquecino. Contienen entre 2 a 4 semillas que maduran en 18 meses. Los conos masculinos (2 a 4 mm de largo) liberan el polen a principios de la primavera.

## Cultivo y usos
Es una popular especie ornamental cultivada en parques y jardines con más de cien cultivares seleccionados por sus diferentes características, como follaje amarillo (cvs. 'Aurea', 'Tremonia'), copa columnar (cv. 'Columnaris'), abundantes conos (cv. 'Kaikuza'). El cultivar 'Shimpaku' es muy utilizado como bonsái.
El híbrido entre Juniperus chinensis y Juniperus sabina, conocido como Juniperus × pfitzeriana (sin. J. × media) es también muy común como planta cultivada. Se mantiene siempre como arbusto, siendo apropiado para jardines pequeños.

## Taxonomía
Juniperus chinensis fue descrita por Carlos Linneo y publicado en Mantissa Plantarum 1: 127. 1767.
Etimología
Juniperus: nombre genérico que procede del latín iuniperus, que es el nombre del enebro.
chinensis: epíteto geográfico que alude a su localización en China.
Variedades
- Juniperus chinensis var. sargentii A.Henry =Juniperus sargentii'[5]

Sinonimia
- Juniperus procumbens (Endl.) Miq. = Juniperus chinensis var. procumbens[6]
- Juniperus barbadensis Thunb.
- Juniperus cabiancae Vis.
- Juniperus cernua Roxb.
- Juniperus dimorpha Roxb.
- Juniperus flagelliformis Loudon
- Juniperus fortunei Carrière
- Juniperus gaussenii W.C.Cheng
- Juniperus jacobii Beissn.
- Juniperus japonica var. pyramidalis Carrière
- Juniperus keteleeri (Beissn.) Prop.-Giesel.
- Juniperus reevesiana Endl.
- Juniperus shepherdii Beissn.
- Juniperus sheppardii (H.J.Veitch) Melle
- Juniperus sinensis J.F.Gmel.
- Juniperus sphaerica Lindl.
- Juniperus sphaerica var. pendula (Franch.) Melle
- Juniperus sphaerica var. sheppardii H.J.Veitch
- Juniperus struthiacea Knight
- Juniperus thunbergii Hook. & Arn.
- Juniperus virginica Thunb.
- Sabina cabiancae (Vis.) Antoine
- Sabina chinensis (L.) Antoine
- Sabina dimorpha' (Roxb.) Antoine
- Sabina gaussenii (W.C. Cheng) W.C. Cheng & W.T. Wang
- Sabina sphaerica (Lindl.) Antoine
- Sabina struthiacea (Knight) Antoine[7][8]